# توین لیکس (مینه‌سوتا)
توین لیکس، مینه‌سوتا (به انگلیسی: Twin Lakes, Minnesota) یک شهر در ایالات متحده آمریکا است که در شهرستان فری‌بورن، مینه‌سوتا واقع شده‌است.

## خصوصیات
توین لیکس ۱٫۳۲ کیلومترمربع مساحت و ۱۵۱ نفر جمعیت دارد و ۳۸۰ متر بالاتر از سطح دریا واقع شده‌است.